# Sudiți (Poșta Câlnău), Buzău
Sudiți este un sat în comuna Poșta Câlnău din județul Buzău, Muntenia, România.